# Serang
Serang (em sundanês: ᮞᮦᮛᮀ, em indonésio: Kota Serang) é uma cidade na ilha de Java, capital da província Indonésia de Banten. Fica a cerca de 75 km de Jacarta, capital do país e a 54 de Tangerang, maior cidade da província. A cidade está localizada ao norte da província de Banten, na ilha de Java ; a parte norte da cidade (distrito de Kasemen) contém a zona costeira voltada para a Baía de Banten e inclui o sítio histórico de Old Banten, que dá nome à província. Antes da província de Banten ser formada em 2000, a cidade de Serang fazia parte da província de Java Ocidental .
Serang tem um clima de floresta tropical, sem mês de estação seca .  Fica de frente para o Mar de Java, que abriga as Mil Ilhas .
Serang tinha uma população de 576.961 habitantes no censo de 2010,  tornando-a a terceira cidade mais populosa da província de Banten. O Censo de 2020 deu um total de 692.101;  a estimativa oficial em meados de 2023 era de 723.794 - compreendendo 369.567 homens e 354.227 mulheres. Serang está localizado a aproximadamente 15 km da fronteira de Jabodetabek (Área Metropolitana de Jacarta), e às vezes é considerada amalgamada com a Grande Jacarta .